# 川島神社 (吉野川市)
川島神社（かわしまじんじゃ）は、徳島県吉野川市川島町川島の川島公園にある神社である。

## 歴史
創建年は不詳。川島城の二の丸跡に鎮守する。

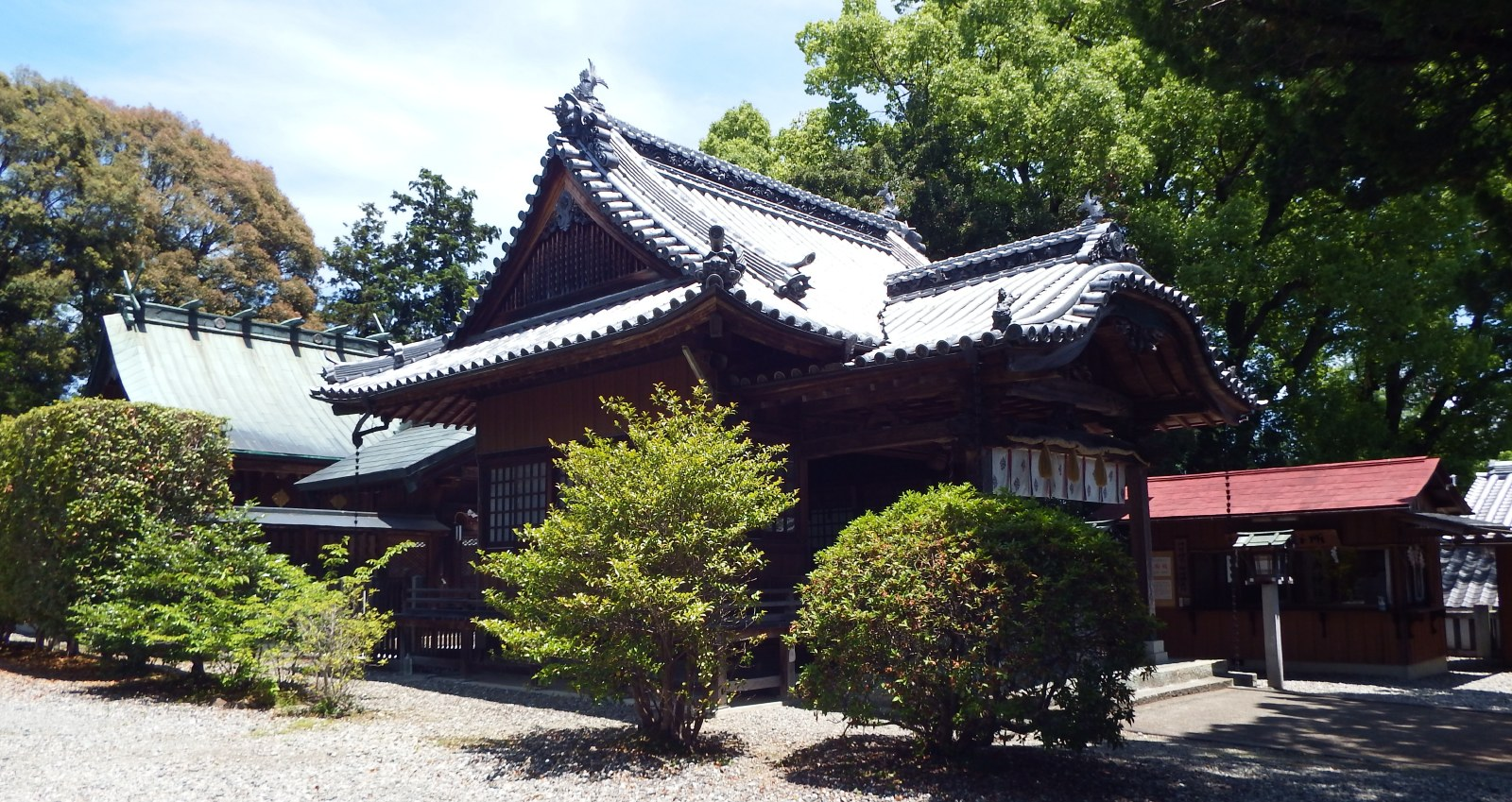
社殿

1915年（大正4年）に行われた吉野川の改修により、善入寺島の浮島八幡宮を中心に神社43社と合祀し、1916年（大正5年）10月20日に新たに川島神社として創建。

## 祭神
- 誉田別天皇
- 天日鷲命
- 菅原道真

## 交通
- JR徳島線阿波川島駅より徒歩約10分。
- 徳島自動車道「土成インターチェンジ」より車で約15分。